# 꼬마긴가락박쥐
꼬마긴가락박쥐(Miniopterus minor)는 긴가락박쥐과에 속하는 박쥐의 일종이다. 콩고공화국과 콩고민주공화국, 케냐, 상투메 프린시페 그리고 탄자니아에서 발견된다.

## 특징
작은 박쥐로 전체 몸길이가 82~97mm이고 전완장이 37~42mm, 꼬리 길이가 34~47mm이다. 발 길이는 5~10mm, 귀 길이는 6~11mm, 몸무게는 최대 9g이다. 털이 짧고 무성하며 윤이 난다. 등 쪽 털은 짙은 흑갈색부터 거무스레한 색까지 다양하지만 배 쪽은 약간 밝고 회색빛이 감돈다. 이마가 아주 높고 둥글며, 주둥이는 좁다. 짧은 삼각형 모양의 잘 발달한 귀는 털 속에 감춰진다.

## 생태
동굴 속에 무리를 지어 은신하지만 침식으로 해안가에 형성된 산호 동굴 속에서도 생활한다. 동굴 가장 안 쪽에 암컷으로 이루어진 보육 집단이 생활하고 수컷은 최대 10마리까지 무리를 지어 별도로 생활하고 번식기에만 무리와 합류한다. 4월과 5월 사이에 갈색빛 털이 좀더 거무스레한 털로 교체된다. 먹이는 날아서 잡는 곤충이다. 아주 짧은 우기 동안에 한 번에 한 마리의 새끼를 낳는다. 곤충이 풍부해지는 4월과 7월 사이에 성적인 활동이 왕성해진다. 수정이 없는 5월의 배란 기간 이후 7월말과 8월초에 암컷이 강한 냄새로 수컷을 끌어 당기는 동안 두 번째 배란과 이에 따른 수정이 발생한다.

## 분포 및 서식지
콩고강 하류 분지와 케냐와 탄자니아 중동부 해안가와 상투메섬의 중앙아프리카 지역에 널리 분포한다. 산림 사바나 지역과 해안가 숲에서 서식한다.

## 아종
3종의 아종이 알려져 있다.
- M. m. minor - 케냐 남동부, 탄자니아 북동부
- M. m. newtoni (Bocage, 1889) - 상투메섬
- M. m. occidentalis (Juste & Ibáñez, 1992) - 콩고 남부와 콩코 민주 공화국 남서부.